# Università di Canterbury
L'Università di Canterbury (in lingua māori: Te Whare Wānanga o Waitaha) è un'università neozelandese su base pubblica, situata a Christchurch. In precedenza aveva il nome di Canterbury College ed era parte dell'Università della Nuova Zelanda. Il suo campus originariamente si trovava nella Christchurch Central City, ma nel 1961, quando divenne un'università indipendente, iniziò anche a spostarsi dai suoi edifici neo-gotici, che furono destinati ad altri usi come il Christchurch Arts Center. Lo spostamento fu completato il 1º maggio 1975 e l'università ora gestisce il suo campus principale nel sobborgo di Ilam. Offre corsi di laurea in Arte, Commercio, Educazione (educazione fisica), Ingegneria, Belle Arti, Selvicoltura, Scienze della salute, Legge, Musica, Lavoro sociale, Patologia del linguaggio, Scienza, Allenamento sportivo e Insegnamento.
Canterbury College fu fondato il 16 giugno 1873. Alexander Bickerton fu nominato primo Professore di chimica, mentre John Macmillan Brown Professore di Classici, Storia e Letteratura Inglese e Charles Cook di Matematica e Filosofia naturale nel 1874.